# Versichertenstammdatenmanagement
Für Patienten der gesetzlichen Krankenkassen sowie für die Leistungserbringer, z. B. Arztpraxen, ist das sogenannte Versichertenstammdatenmanagement (VSDM) seit dem 1. Juli 2019 verpflichtend. Auf der elektronischen Gesundheitskarte (eGK) des gesetzlich Versicherten sind Daten gespeichert, die durch das VSDM bei jedem Besuch in einer Praxis geprüft und gegebenenfalls aktualisiert werden. Das VSDM nutzt die Telematikinfrastruktur.
Ziel der Einführung des VSDM war die Reduktion von Aufwand und Kosten für alle beteiligten Akteure: Patienten, Praxen und Versicherungen.
Im Falle von Veränderungen der Versichertenstammdaten erhalten Patienten seit Einführung des VSDM keine neue Versichertenkarte mehr. Stattdessen wird die Adresse des Patienten bei seinem nächsten Besuch in Praxis oder Krankenhaus auf der elektronischen Gesundheitskarte geprüft und ggf. automatisch angepasst. Neben der Aktualisierung der Daten auf der eGK werden geänderte Stammdaten üblicherweise auch automatisch in der lokalen Patientendatei aktualisiert. Außerdem wird geprüft, ob das Versicherungsverhältnis noch besteht und die Karte gültig ist.
Beim ersten Patientenkontakt im Quartal muss überprüft werden, ob die auf der Karte gespeicherten Daten mit den bei der Krankenversicherung vorliegenden Daten übereinstimmen. Praxen, Ambulanzen und medizinische Versorgungszentren müssen bei der Kassenärztlichen Vereinigung nachweisen, dass sie das VSDM durchgeführt haben; wenn nicht kommt es zu Honorarkürzungen.
Da der Abgleich der Versichertenstammdaten nur über die Telematikinfrastruktur erfolgen kann, ist eine Anbindung mittels Konnektor und E-Health-Kartenterminal für Praxen, MVZs und Ambulanzen zwingend erforderlich.
Die Versichertenstammdaten umfassen folgende Informationen: Vor- und Nachname, Geschlecht, Geburtsdatum, Anschrift, Krankenversichertennummer und Versichertenstatus.

## Quelle
- Telematik-Infrastruktur, Dienste und Anwendungen